# Millard County
Millard County är ett county i delstaten Utah, USA. År 2010 hade countyt 12 503 invånare. Den administrativa huvudorten (county seat) är Fillmore och den största staden är Delta. Countyt grundades 1852 och är uppkallat efter president Millard Fillmore.

## Geografi
Enligt United States Census Bureau har countyt en total area på 17 684 km². 17 066 km² av den arean är land och 619 km² är vatten. 

### Angränsande countyn
- Juab County, Utah - nord
- Sanpete County, Utah - öst
- Sevier County, Utah - öst
- Beaver County, Utah - syd
- Lincoln County, Nevada - sydväst
- White Pine County, Nevada - väst